# Dewi Sri
Dewi Sri eller Shridevi (javanesiska), Nyai Pohaci Sanghyang Asri (sundanesiska), är en javanesisk, sundanesisk och balinesisk gudinna.  Hon är en ris- och fruktbarhetsgudinna associerad med rikedom och hushållets och familjens välgång. Dewi Sri tillhör den ursprungliga, lokala religionen på Java. Eftersom hinduismen infördes på Java så tidigt som under första århundradet, har hon dock under seklen kommit att associeras med hindugudinnan Lakshmi, eftersom båda har närliggande funktioner.